# Леон Юріс
Леон Юріс (англ. Leon Uris; 3 серпня 1924 — 21 червня 2003) — американський письменник єврейського походження.

## Біографія
Народився в сім'ї Вольфа Вільяма Юріса, уродженця Новогрудка, і Анни Блумберг. Важка обстановка в сім'ї (мати страждала психічними розладами; батько, активіст компартії, був розчарованою і озлобленою людиною) призвела до того, що Юріс кинув школу і в 17-річному віці пішов в армію. У складі взводу морської піхоти брав участь у бойових діях на Тихому океані. Після демобілізації працював в газеті, публікувався в журналі «Есквайр».

## Творчість
У 1953 р. вийшов перший роман Юріса «Бойовий клич», де відбився досвід воєнних років, який зіграв вирішальну роль у формуванні особистості письменника. Правдивий опис тягот служби поєднувалося в книзі з гордістю за товаришів по зброї, їх хоробрістю та відданістю один одному. Роман був захоплено зустрінутий читачами і критиками і в 1954 р. екранізований. Другий роман Юріса «Гнівні пагорби» (1955) заснований на спогадах його дядька, який служив у Греції у складі палестинських з'єднань (див. Єврейська бригада). У більшості наступних творів письменника в тій чи іншій мірі відображена тема Катастрофи та боротьби з нацизмом.
Світову популярність приніс Юрису роман «Ексодус» («Вихід», 1958), в якому відтворюється історичний період, що передував проголошення держави Ізраїль, і події Війни за Незалежність. Книга перекладена на багато мов, її загальний тираж перевищив сім мільйонів примірників, класикою стала і стала екранізація роману. Особливу роль зіграв «Ексодус» в пробудженні національної самосвідомості євреїв Радянського Союзу: на тлі розгулу державного антисемітизму книга про «людей, які не просять вибачення за те, що вони народилися євреями, і за те, що вони хочуть жити гідно», сприймалася як заклик до репатріації.
Наступний роман Юріса «Мила, 18»  як би розгортає одну з частин «Ексодуса», присвячену повстанню у Варшавському гетто.
У 1964 році, в розпал холодної війни, Юріс опублікував роман «Армагеддон» про берлінську кризу 1948-1949 рр., який він трактував як вирішальна битва («Мегіддо» за майбутнє демократії. Розуміючи, що люди — «загальна сума свого минулого», і не забуваючи про нацистське минуле німців, Юріс захоплюється стійкістю жителів Західного Берліна і бачить в них союзників США та інших демократичних країн, чиї спільні дії призводять до зриву радянської блокади. Тему протистояння комуністичної експансії продовжив роман «Топаз» (1967), в центрі якого — Карибська криза, боротьба між розвідслужбами і вихід Франції з НАТО. За романом був знятий однойменний фільм (1969, режисер А. Хічкок). Письменника спочатку запросили написати сценарій, однак співпраці не вийшло і згодом він згадував, що Хічкок намагався ним командувати, звертаючись з ним як із найманим працівником. 
У романі «QB VII» (1970) Юріс розповідає частково автобіографічну історію про письменника, на якого польський лікар, що здійснював медичні експерименти над в'язнями концентраційних таборів, подає судовий позов за те, що той назвав його пособником нацистів. В 1974 р. за книгою був знятий телесеріал. У російському перекладі роман називався «Суд королівської лави».
У дилогії «Трійця» (1976) і «Спокута» (1995) зображена Ірландія під британським правлінням і кілька поколінь ірландців, які домагалися незалежності своєї батьківщини. Незважаючи на новизну тематичного матеріалу, багато чого перегукується з попередніми книгами Юріса. Боротьбу проти національного гноблення ускладнюють жорстокі внутрішні чвари (між протестантами і католиками), соціальні і сімейні конфлікти.
У романах «Хаджі» (1984) і «Перевал Мітла» (1988) Юріс повертається до історії Ізраїлю, але розглядає її під незвичним кутом зору: в першому — події, пов'язані із створенням єврейської держави, даються в сприйнятті арабів; у другому, хоча його сюжет розгортається на тлі Синайської кампанії, головна роль відведена не історичним подіям, а особистому життю героя, який явно наділений автобіографічними рисами. Обидва романи отримали негативну оцінку критиків за схематизм і однобічність образів.
У 1999 р. вийшов роман «Повержений бог», дія якого вперше у Юріса відбувається в майбутньому і будується навколо президентських виборів у США в 2008 р. В ході передвиборної кампанії з'ясовується єврейське походження провідного кандидата О Коннела, який був у дитинстві усиновлений і вихований як християнин. Незважаючи на означений час дії, книга не відноситься до жанру фантастики, в ній чимало паралелей з сучасними подіями, наприклад, з долею державного секретаря США Мадлен Олбрайт, і як би передбачається висування сенатора Дж. Лібермана кандидатом на пост віце-президента.
Головна тема творів Юріса — боротьба проти тиранії і зла, будь то нацизм, комунізм, британський імперіалізм, корупція, антисемітизм. Хоча його книгах часто бракує глибини, а діалогу — живості, це багато в чому компенсується умінням вибудувати захоплюючий сюжет, в якому переплітаються долі реальних і вигаданих дійових осіб, здатністю поєднувати документальність з динамікою детектива, що дозволяє відтворити атмосферу історичних подій.
Юріс написав також ряд кіносценаріїв та інсценувань власних книг, а також тексти до фотоальбомів «Ірландія — страхітлива краса» (1975) і «Єрусалим — Пісня Пісень» (1981).

## Твори
- Бойовий клич, 1953
- The Angry Hills, 1955
- «Ексодус»
- Exodus Revisited, 1960
- Mila 18, 1961
- Armageddon: A Novel of Berlin, 1963
- Topaz, 1967
- The Third Temple (with Strike Zion by William Stevenson), 1967
- QB VII, 1970
- Ireland, A Terrible Beauty, 1975 (Jill with Uris)
- Trinity, 1976
- Jerusalem: A Song of Songs, 1981 (Jill with Uris)
- The Haj, 1984
  - ХАДЖІ [Архівовано 16 квітня 2018 у Wayback Machine.]
- Mitla Pass, 1988
- Redemption, 1995
- A God in Ruins, 1999
- O Hara's Choice, 2003

## Сценарії
- QB VII (серіал) (1974)
- Топаз (1969) (Topaz)
- Результат (фільм, 1960) (Exodus)
- Israel (1959)
- Angry Hills, The (1959)
- Перестрілка в О. К. Коррал (1957) (Gunfight at the O. K. Corral)
- Battle Cry (1955)